# غافين ديفيس
غافين ديفيس (بالإنجليزية: Gavin Davis)‏ هو سياسي جنوب أفريقي، ولد في 3 أغسطس 1977. حزبياً، نشط في التحالف الديمقراطي. وقد انتخب عضو الجمعية الوطنية لجنوب أفريقيا وقد انضم خلال فترته النيابية ‏ (21 مايو 2014 – 20 سبتمبر 2018)  للكتلة البرلمانية التحالف الديمقراطي.